# Тихвинская икона Божией Матери

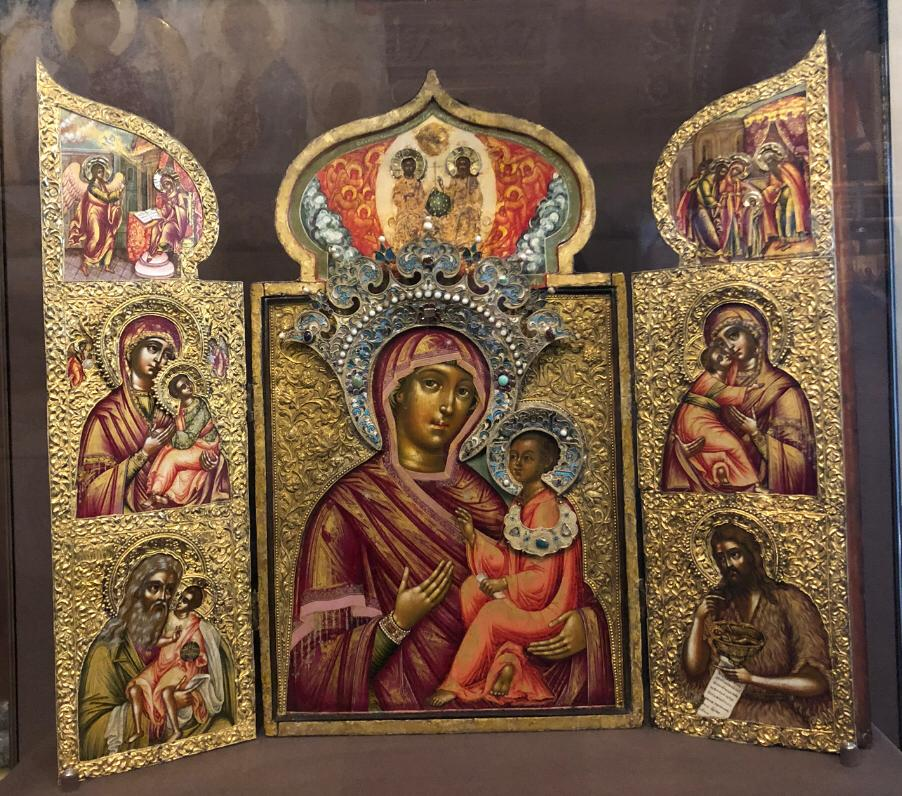
Складень с Тихвинской иконой. Мастерские Московского Кремля. 1670-е гг. Благовещенский собор Московского Кремля

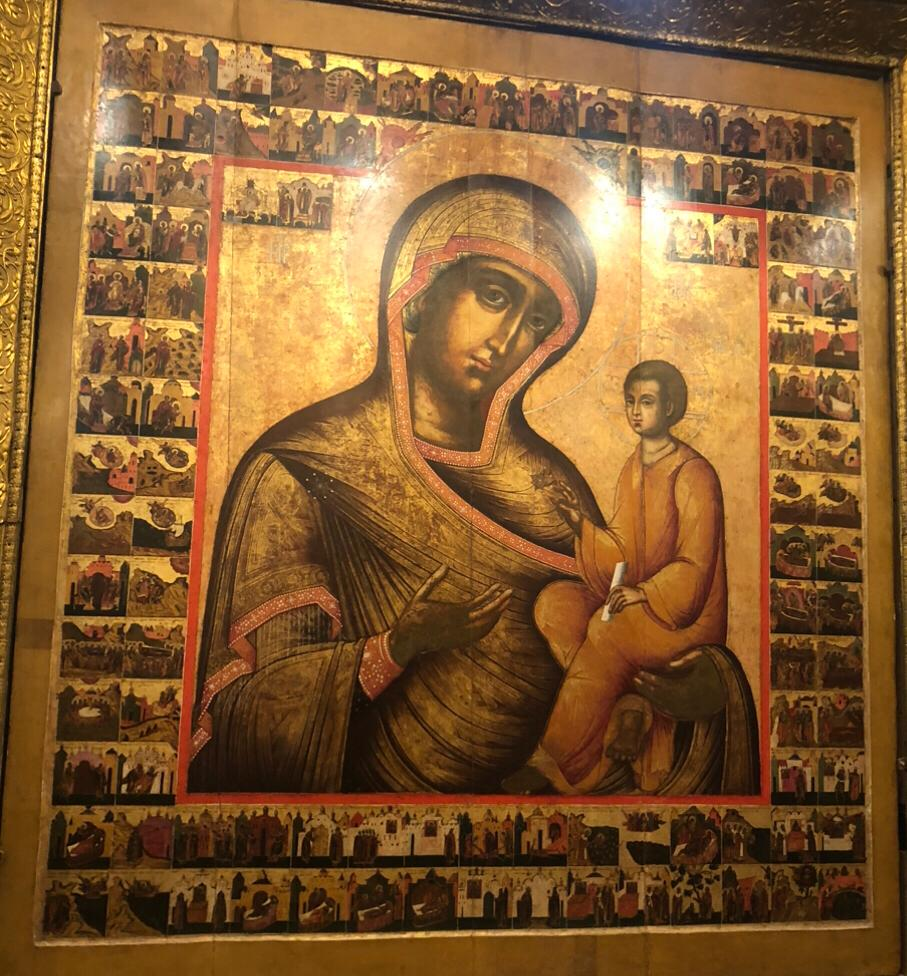
Тихвинская икона с житием и сказанием. Северная стена Успенского собора Московского Кремля, 1668 г.

Ти́хвинская ико́на Бо́жией Ма́тери — икона Богородицы, почитаемая в Русской православной церкви чудотворной.
Согласно «Сказанию о Тихвинской иконе Богоматери», икона написана либо евангелистом Лукой, либо по повелению патриарха Германа в VIII веке. Находится в Тихвинском Богородичном Успенском монастыре. Она стала, по сути, иконографическим подтипом образа Одигитрии (Путеводительницы). Почитаемые списки с иконы находились в храме Спаса на Сенной в Санкт-Петербурге, Афанасьевском монастыре в Мологе.

## История

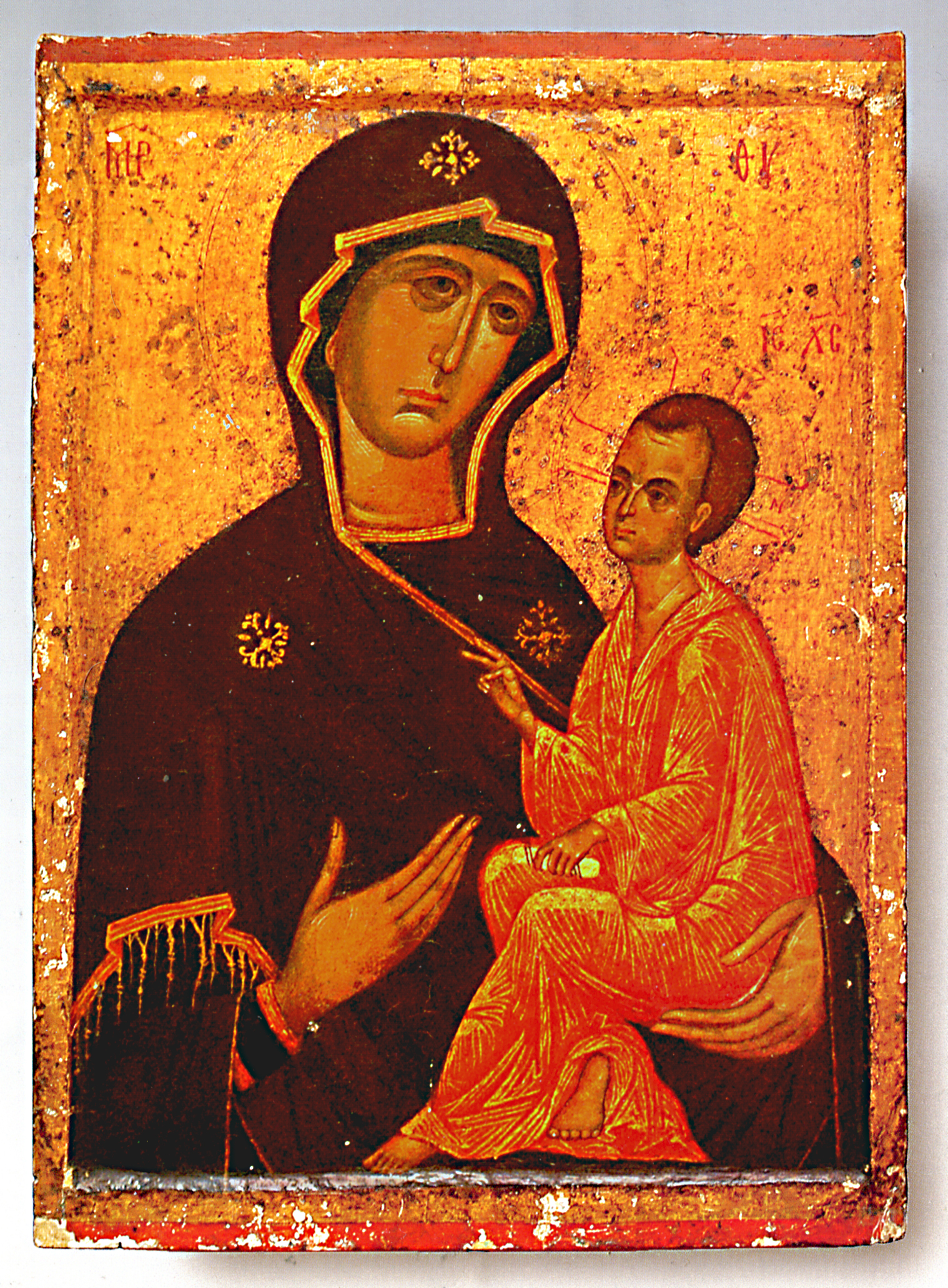
Тихвинская икона Божией Матери при снятом окладе

В рукописных «Сказаниях о Тихвинской иконе Богоматери», наиболее ранние из которых датируются рубежом XV—XVI веков, её появление в новгородских пределах относится к 1383 году. «Светозарно шествуя по воздуху» из одного селения в другое, «ангелами невидимо носима» (так в сказании), икона являлась местным жителям, пока не достигла берега реки Тихвинки.
Согласно Сказанию, икона семь раз появлялась перед очевидцами: вначале на Ладожском озере, в погостах Смолково на реке Ояти в Имоченицах, затем «на Кожеле на Куковой горе», затем — на горе над рекой Тихвинкой и, наконец, на другом берегу той же реки.
Как свидетельствует Сказание, икона зримо демонстрировала свою чудотворную силу в малообжитых и ещё не христианизированных землях. На месте её последнего явления в том же 1383 году была построена деревянная церковь Успения Богородицы, ставшая местом хранения святыни.
С середины XVI века чудотворную икону Богоматери Одигитрии, «иже явилась на Тихвине», стали отождествлять либо со Влахернской Одигитрией из Влахернского храма, необъяснимо исчезнувшей из Константинополя за 70 лет до падения Восточной Римской империи (около 1383 года), либо со списком Лиддского нерукотворного образа, сделанного по повелению борца за победу иконопочитания будущим патриархом Германом в начале VIII века и именуемого «Богоматерь Римляныня». Древность иконы подчеркивали её связью с первым образом, написанным, согласно преданию, евангелистом Лукой.
Во время иконоборческой ереси образ «Богоматерь Римляныня», как говорит Сказание XVI века, чудесно уплыл по морю из Константинополя в Рим. А после Торжества православия тем же путём вернулся туда. Особую роль в слиянии упомянутых образов Одигитрии имел факт появления иконы на реке Тихвинке. Явление иконы «на Тихвинке» стало восприниматься русскими как оставление ею утративших благочестие Рима и нового Рима — Константинополя, ради пребывания в новом уделе Богородицы — Святой Руси, ставшей третьим Римом.
Икона стала один из самых ярких и образных символов Русского централизованного государства. С этим связывали особый иконографический тип иконы Одигитрии — «путеводительницы».
В 1507—1515 годах в Тихвине по указу и на средства великого князя Василия III специально для поклонения иконе был построен каменный Успенский собор, ставший своеобразным реликварием для этой иконы, покровительствовавшей Московскому великокняжескому дому, что и предопределило столь пристальное его внимание к далёкому новгородскому посаду на протяжении всей его истории. С этого времени чудотворная икона стала именоваться Тихвинской.
В XVI веке Тихвин стал известным местом богомолья. В 1526 году Тихвин посетил Василий III, чтобы помолиться перед Тихвинской иконой о даровании наследника, которым стал будущий царь Иван Грозный. В 1547 году накануне Казанского похода Иоанн IV, имевший особое отношение к Тихвинской иконе, всего за несколько дней до венчания на царство посетил Тихвин, испрашивая благословения у Тихвинской иконы. В 1560 году по его повелению был основан Тихвинский Богородичный Успенский монастырь.
В 1910 году по инициативе Комитета попечительства о русской иконописи древняя икона была раскрыта из-под поздних записей Григорием Чириковым.

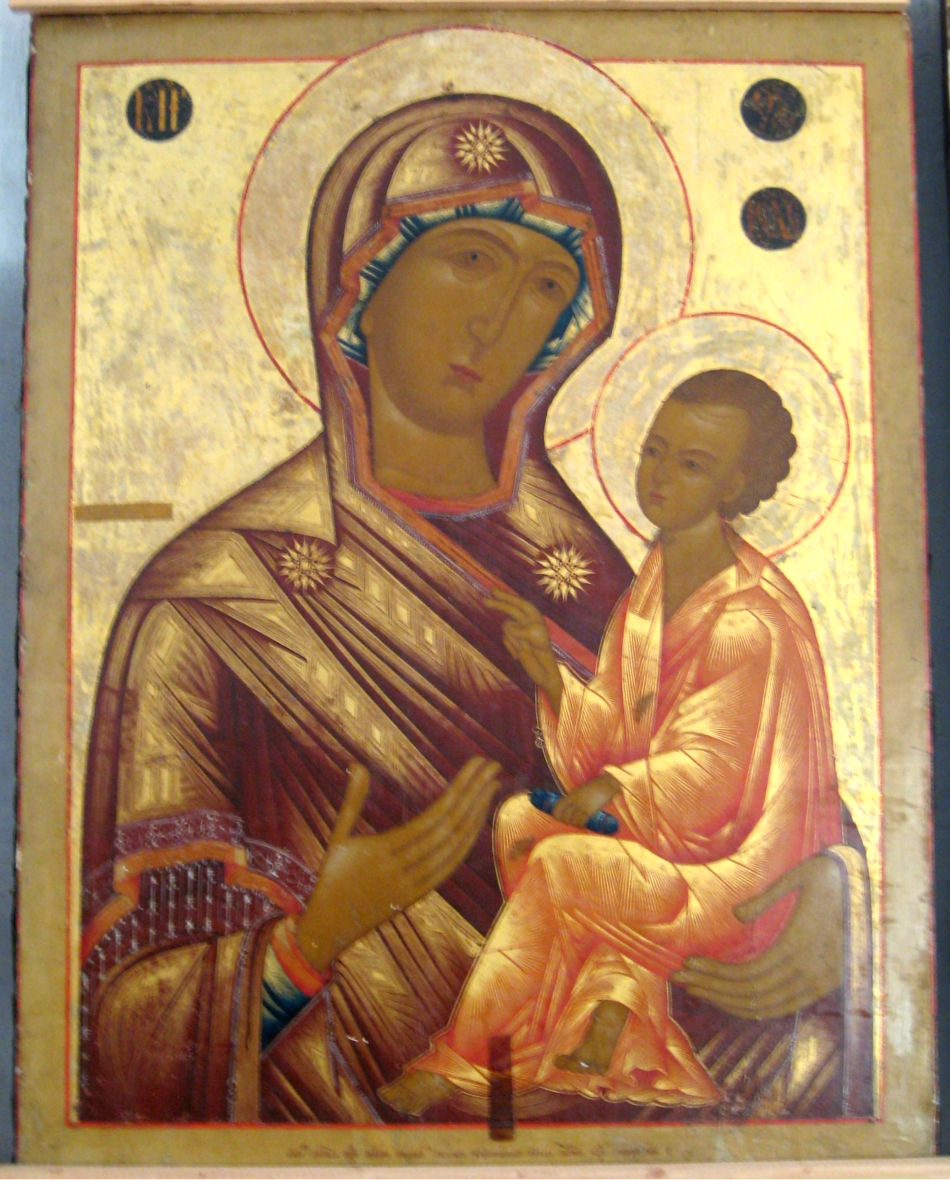
Список XIX века

После закрытия Успенского монастыря в 1920-х годах икона была экспонатом местного краеведческого музея.
До 1941 года икона находилась в Тихвинском музее. Во время оккупации Тихвина в ноябре 1941 года икона была вынесена немцами из собора и отправлена во Псков, где передана Псковской духовной миссии. Там она находилась два года, где её как важнейшую ценность еженедельно по воскресеньям выдавали в Троицкий кафедральный собор для богослужений. Потом икона попала весной 1944 года в Ригу, Лиепаю, Яблонец-над-Нисоу, американскую зону оккупации Германии.
В результате долгих странствий в 1950 году чудотворный образ был перевезён в Свято-Троицкий собор в Чикаго, где настоятелем и хранителем иконы сначала был архиепископ Рижский Иоанн (Гарклавс), а затем его приёмный сын протоиерей Сергий (Гарклавс), всю свою жизнь посвятивший сохранению иконы. Согласно завещанию архиепископа Иоанна, возвращение иконы в Россию должно было состояться лишь тогда, когда Тихвинская обитель возродится.
В 1995 году монастырь был передан Церкви, Успенский собор восстановлен и освящён.
В 2004 году икона была торжественно возвращена на её историческое место в Тихвинский Богородичный Успенский монастырь. По словам протоиерея Сергия Гарклавса, «В Ригу мы прибыли 21 июня 2004 года и пробыли там 2,5 дня. Встреча была неописуема! Когда въехали в город, начался колокольный звон, а улицы с обеих сторон были заполнены людьми. 250 тысяч человек встречали Святыню. Потом икона приехала в Москву (где на поклонение к ней пришло около полмиллиона человек), затем — в Петербург. А утром 8 июля мы выехали с Ладожского вокзала в специальном поезде в Тихвин. Там, от Соборной площади к монастырю икону несли по дороге, усыпанной живыми цветами».
Предварительно церковью была организована круглосуточная экспозиция иконы в храмах по пути следования иконы, включая Троицкий собор Александро-Невской лавры в Санкт-Петербурге.

## Иконография
Относится к иконографическому типу изображения Богородицы, носящему название Одигитрия, характерной особенностью которого является общение Пресвятой Девы с Младенцем Христом, их обращённость друг к другу. Изображение Богоматери поясное, Младенец сидит на левой руке Матери. Ноги Младенца согнуты в коленях и Его правая стопа находится под левой. В левой руке Он держит свиток, правой благословляет. Изображение Богоматери на Тихвинской иконе практически идентично Смоленской иконе Божией Матери, главное отличие в наклоне головы.

## Чудотворения и происшествия
Предание говорит о многих чудесах, связанных с Тихвинской иконой Богоматери. С одним из них полагают связанным освобождение Тихвинского Богородице-Успенского монастыря от нашествия шведов в 1613 году, возглавляемых генералом Делагарди. Послушнику Мартиниану явилась Богоматерь, ведомая Варлаамом Хутынским, Зосимой Соловецким и Николаем Угодником. «Скажи воеводам и всем людям, — сказал Чудотворец, — Пресвятая Богородица, общая молебница о роде христианском умолила Сына Своего, Христа Бога нашего, избавить вас от врагов, и вы узрите милость Божию и победу». Духовное затмение поразило шведов, обратившихся в бегство после того, как им показалось, что их окружает несметное войско.
Список чудотворной иконы Тихвинской иконы Божией Матери был привезён в город Каракол в 1897 году преосвященным Аркадием епископом Туркестанским. Сей список он получил от Афонского монастыря в дар. Первоначально икона находилась в Свято-Троицком монастыре на берегу озера Иссык-Куль (сегодня — Светлый мыс), но после разграбления и разрушения монастыря икона была перенесена в Свято-Троицкий храм Каракола, где и пребывает доныне. Местно чтится как чудотворная. На самой иконе имеются следы от выстрелов.
Православный публицист Сергей Фомин в статье «Война, Церковь, Сталин и митрополит Илия» сообщает историю, согласно которой в 1941 году чудотворный список Тихвинской иконы из московского храма Тихвинской иконы Божией Матери в Алексеевском спас Москву от немцев: «изрядно смутившийся Сталин […] призвал к себе в Кремль духовенство для молебна о даровании победы; тогда же, продолжает легенда, чудотворная Тихвинская икона Богоматери из Тихвинской в Алексеевском церкви была на самолёте обнесена кругом Москвы и Москву от врага спасла. А 9 декабря после первого успешного контрнаступления, предшествовавшего московскому, был освобождён г. Тихвин». Впрочем, по словам историка Русской православной церкви Михаила Шкаровского, эта легенда плохо согласуется с реальными историческими событиями.
Список Тихвинской иконы Божьей матери в Кресто-Воздвиженском храме в городе Зилупе (Латвия), подаренный её последним хранителем отцом Сергием Гарклавсом, считается чудотворным и помогает в рождении детей. На 2018 год зафиксировано 17 случаев чудесного исцеления от бесплодия благодаря молитве у этой иконы.

## Почитание
Тихвинская икона, хранившаяся до 1941 года в Тихвине, была и остаётся важнейшей святыней Новгородской земли (сейчас эта местность относится к Ленинградской области) и всего Русского государства.
Ныне чудотворная икона находится в Успенском соборе Тихвинского Богородичного Успенского монастыря. Празднование иконе совершается 26 июня (9 июля).
Исследование Тихвинской иконы относит написание иконы к концу XIV — началу XV века.
В 2018 году копия Тихвинской иконы XVII века, «мера в меру», была принесена в новопостроенный Свято-Владимирский храм города Алма-Аты (Казахстан).

## Календарь
См. у Даля: 
На Тихвинскую ягоды поспевают.